# ويليام موراي (سياسي نيوزلندي)
ويليام موراي (بالإنجليزية: William Archibald Murray)‏ هو سياسي نيوزلندي، ولد في 1832، وتوفي في 1900. انتخب عضو مجلس النواب النيوزيلندي.